# Mamirolle
Mamirolle est une commune française située dans le département du Doubs, en Franche-Comté, dans la région administrative Bourgogne-Franche-Comté. Le 1er janvier 2025, elle fusionne avec la commune du Gratteris sous le statut de la commune nouvelle.
Située à une douzaine de kilomètres de Besançon, traversée par la RN 57, elle est membre de Grand Besançon Métropole. Sa population s'élevait en 2022 à 1 974 habitants appelés les Mamirollais et Mamirollaises.
En 1888 est créée dans la commune l'École nationale d'industrie laitière qui produit depuis 1935 un fromage portant le nom de Mamirolle.

## Géographie

### Localisation

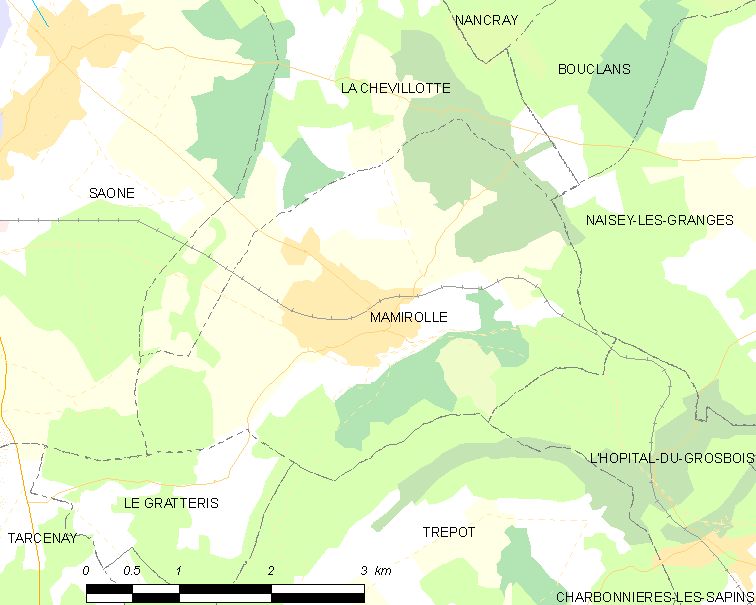
Limites administratives de Mamirolle.

La commune de Mamirolle est située en Franche-Comté, dans la partie nord-ouest du département du Doubs, à 11,5 kilomètres à vol d'oiseau au sud-est de Besançon, à 36,8 kilomètres à vol d'oiseau à l'ouest de Morteau, et à 35,6 kilomètres à vol d'oiseau au nord-ouest de Pontarlier.

### Géologie et relief
Mamirolle se trouve sur la première marche du plateau d'Ornans constituée de formations calcaires et marno-calcaires du jurassique. Le village est adossé au pli-faille qui porte son nom et qui marque le début de la deuxième marche. L'altitude de la commune s'étage entre 426 et 667 m (altitude du mont Bon).

### Climat
Pour des articles plus généraux, voir Climat de la Bourgogne-Franche-Comté et Climat du Doubs.
En 2010, le climat de la commune est de type climat de montagne, selon une étude du Centre national de la recherche scientifique s'appuyant sur une série de données couvrant la période 1971-2000. En 2020, Météo-France publie une typologie des climats de la France métropolitaine dans laquelle la commune est exposée à un climat semi-continental et est dans la région climatique Jura, caractérisée par une forte pluviométrie en toutes saisons (1 000 à 1 500 mm/an), des hivers rigoureux et un ensoleillement médiocre.
Pour la période 1971-2000, la température annuelle moyenne est de 9,2 °C, avec une amplitude thermique annuelle de 16,8 °C. Le cumul annuel moyen de précipitations est de 1 294 mm, avec 13,2 jours de précipitations en janvier et 10,2 jours en juillet. Pour la période 1991-2020, la température moyenne annuelle observée sur la station météorologique de Météo-France la plus proche, « Besançon », sur la commune de Besançon à 12 km à vol d'oiseau, est de 11,4 °C et le cumul annuel moyen de précipitations est de 1 157,0 mm. 
La température maximale relevée sur cette station est de 40,3 °C, atteinte le 28 juillet 1921 ; la température minimale est de −20,7 °C, atteinte le 9 janvier 1985,,.
Les paramètres climatiques de la commune ont été estimés pour le milieu du siècle (2041-2070) selon différents scénarios d'émission de gaz à effet de serre à partir des nouvelles projections climatiques de référence DRIAS-2020. Ils sont consultables sur un site dédié publié par Météo-France en novembre 2022.

## Urbanisme

### Typologie
Au 1er janvier 2024, Mamirolle est catégorisée bourg rural, selon la nouvelle grille communale de densité à 7 niveaux définie par l'Insee en 2022.
Elle est située hors unité urbaine. Par ailleurs la commune fait partie de l'aire d'attraction de Besançon, dont elle est une commune de la couronne,. Cette aire, qui regroupe 310 communes, est catégorisée dans les aires de 200 000 à moins de 700 000 habitants,.

### Occupation des sols
L'occupation des sols de la commune, telle qu'elle ressort de la base de données européenne d’occupation biophysique des sols Corine Land Cover (CLC), est marquée par l'importance des forêts et milieux semi-naturels (45,9 % en 2018), une proportion identique à celle de 1990 (45,9 %). La répartition détaillée en 2018 est la suivante : 
forêts (42,8 %), terres arables (27,7 %), prairies (13,9 %), zones urbanisées (11,9 %), milieux à végétation arbustive et/ou herbacée (3,1 %), zones agricoles hétérogènes (0,4 %), espaces verts artificialisés, non agricoles (0,2 %). L'évolution de l’occupation des sols de la commune et de ses infrastructures peut être observée sur les différentes représentations cartographiques du territoire : la carte de Cassini (XVIIIe siècle), la carte d'état-major (1820-1866) et les cartes ou photos aériennes de l'IGN pour la période actuelle (1950 à aujourd'hui).

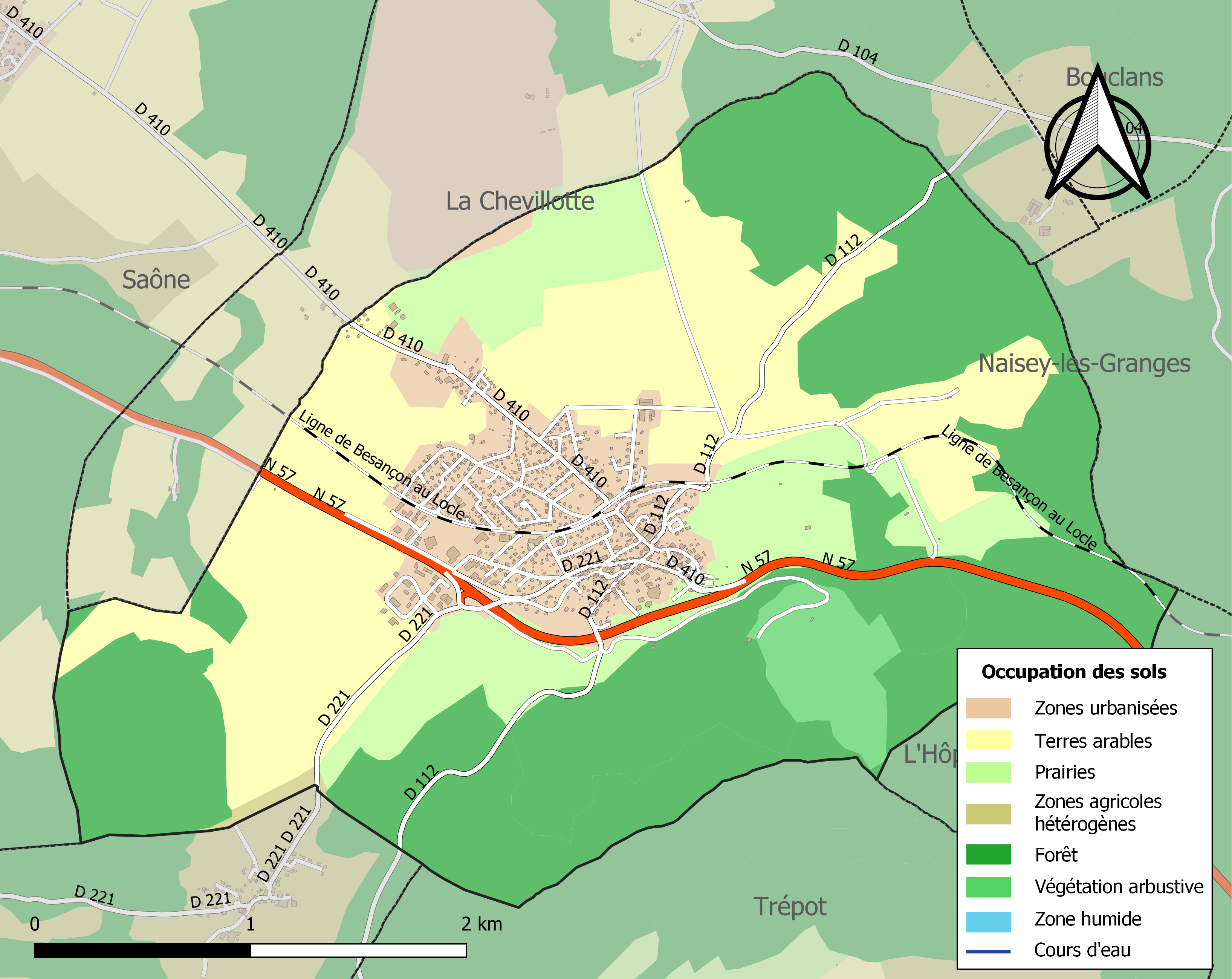
Carte des infrastructures et de l'occupation des sols de la commune en 2018 (CLC).

### Voies de communication et transports

#### Infrastructure routière
Mamirolle est desservie par la route nationale RN 57 reliant Metz à Ballaigues en Suisse. Celle-ci traverse la commune en qualité de voie express à 2x2 voies d'ouest en est sur 4,5 kilomètres, un échangeur desservant directement le village. Elle permet de joindre Besançon en quinze minutes et Pontarlier en 40 minutes. Trois routes départementales, la RD 112, la RD 221 et la RD 410 relient Mamirolle aux villages limitrophes. Les échangeur autoroutiers les plus proches sont situés à environ 25 kilomètres à l'ouest par la route, il s'agit de la sortie  3 Besançon-Planoise et de la  4 Besançon-Saint-Claude de l'A36.

#### Transports en commun
La commune est desservie par la ligne  83  du réseau de transports en commun de Grand Besançon Métropole Ginko.

#### Liaisons ferroviaires et aériennes

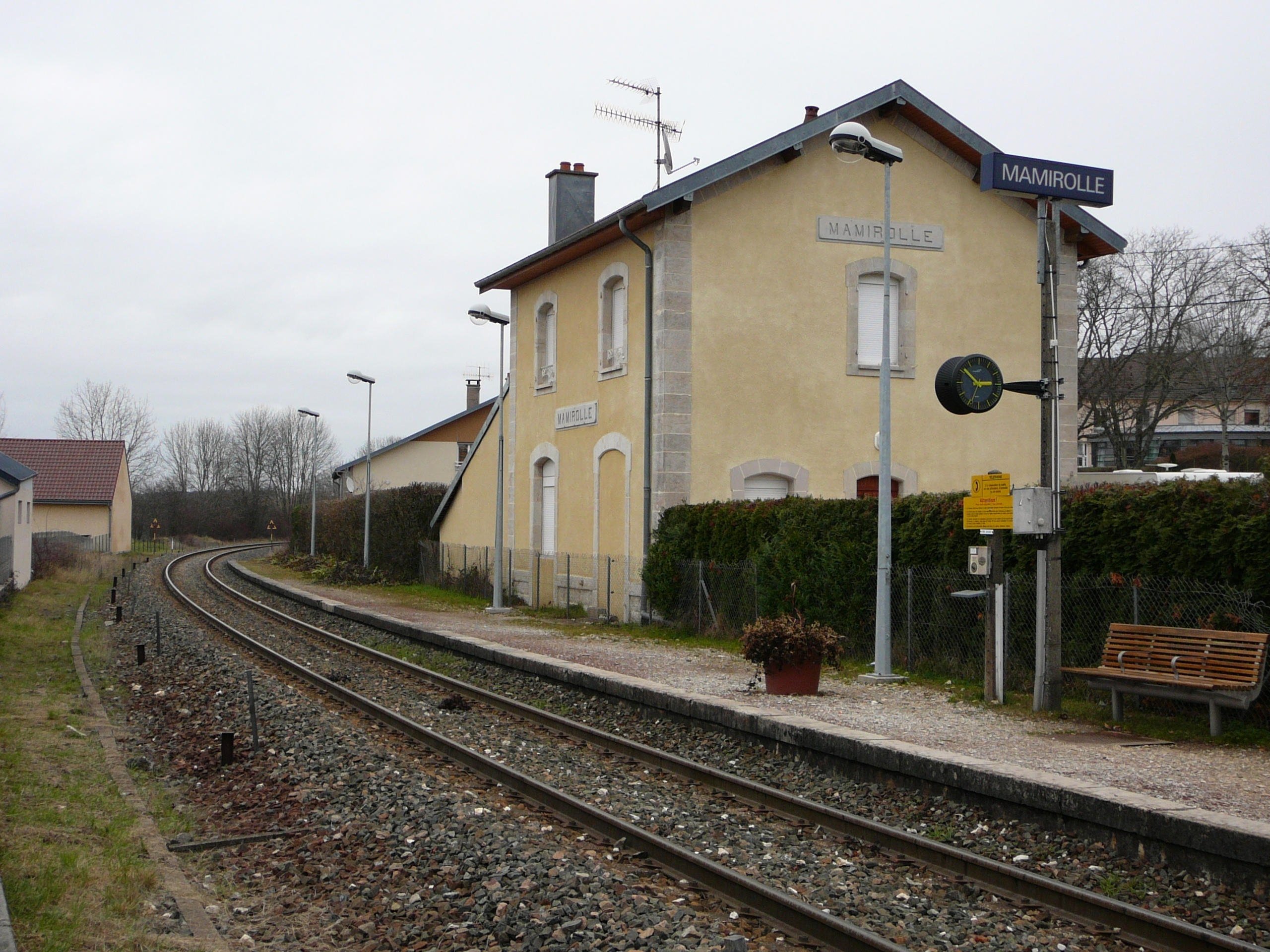
La gare de Mamirolle.

Pour la desserte ferroviaire, la gare de Mamirolle est desservie par des trains régionaux du réseau TER Bourgogne-Franche-Comté assurant la liaison entre Besançon-Viotte et la ville suisse du Locle. Le trajet vers la gare de Besançon-Viotte a une durée de 20 minutes environ. Certains trains permettent de joindre directement la gare de Mamirolle à la gare de Besançon Franche-Comté TGV en une quarantaine de minutes, pour emprunter les rames de la LGV Rhin-Rhône vers Paris, Strasbourg, Lyon et le sud de la France.
À 51 minutes de Mamirolle par la route, l'aéroport de Dole-Jura propose en 2014 des liaisons aériennes régulières vers Marseille, Nice, Marrakech, Fès, Casablanca, Lisbonne et Porto. Les aéroports internationaux les plus proches de Mamirolle sont l'aéroport de Bâle-Mulhouse-Fribourg (173 km) et l'aéroport international de Genève (160 km).

## Toponymie
En 1120 : Mamirollis ; en 1150 : Mimiroles ; en 1267 : Memiroules ; en 1350 : Memiruelles ; en 1547 : Mamirolle ; en 1731 : Mamyrolle et enfin Mamirolle  depuis 1750 (en 1750 : Mamirole relevé sur une carte de Cassini) et Mamirolles en 1819.

## Histoire

### Antiquité
Le peuplement de Mamirolle semble très ancien : des vestiges de civilisation ancienne ont été décelés en plusieurs endroits du territoire dont des tumulus datant de 700 ans av. J.-C. et de nombreux silex découverts durant l'hiver 1983-1984 à la faveur de labours profonds ; un vaste butte, le tumulus du Champ du Chêne a fait l'objet de fouilles en 1979 et reprises en 1987 : elle a révélé la présence de ruines d'un établissement gallo-romain de 400 m2 environ. De même, un site gallo-romain de nature incertaine a été mis en évidence au lieu-dit À Traîne-Cul. L'absence de documents nous laisse dans l'ignorance pour le premier millénaire.

### Moyen Âge
En 1120, l’église de Mamirolle est mentionnée, liée à l'abbaye Saint-Paul de Besançon. Cette même année, la cure est placée sous l’autorité de l’abbaye par un décret du pape Calixte II. Le seigneur de Chalezeule détient alors un droit de patronage sur les cures de Gennes et de Mamirolle.
En 1264, le seigneur de Montfaucon échange une maison située à Étalans contre une propriété à Mamirolle.
En 1289, Jean Ier de Montfaucon perçoit des dîmes sur Avoudrey, Mamirolle et Naisey en échange de rentes équivalentes sur la saunerie de Salins-les-Bains.

### Temps modernes
1636 : construction d'une chapelle.
Mamirolle n'a pas pu échapper aux méfaits de la guerre de Dix Ans : en 1637, les habitants ont eu à héberger une compagnie de chevaliers de Moyrand.
1650 : Étiennette de Menoux, dite « dame de Mamirolle », autorise les manants à cuire le pain mais également la construction d'un moulin et d'une huilerie à proximité de l'église.
1669 : le seigneur de Montfaucon est toujours le seul haut justicier sur le territoire de Mamirolle.
1717 : construction de l'église en lieu et place de la chapelle ; la toiture recouverte d'ancelles est rénovée en 1737 avec pose de tuiles.
1727 : le marquis de Monnier possède trois granges.
1744 : 27 habitants du bourg se portent volontaires pour défendre l'Alsace menacée et s'engagent dans la milice.
1766 : décision de reconstruire l'église qui menace ruine : les travaux sont achevés en 1775 et la première messe sera dite le 24 décembre 1775.
L'ancien château de Mamirolle, construit au lieu-dit La Corvée n'a pas laissé de vestiges ; par contre, au centre du village, il existe un bâtiment ayant l'aspect d'un manoir et qui a appartenu aux familles Menoux puis Monnier ; vendu en 1789, il fut racheté par la famille du général François-Xavier Donzelot en 1804.

### Révolution et Empire
À la Révolution, Mamirolle était inclus dans le district de Besançon ; au début du XIXe siècle, la commune faisait partie de l'arrondissement de Baume-les-Dames et c'est en 1819 qu'elle intégra le canton de Besançon-Sud.
1803 : le presbytère classé bien national est vendu en l'an XI de la République.
1804 : les communes de Le Gratteris et de la Chevillotte sont annexées à la paroisse de Mamirolle.

### Époque contemporaine
Par décret royal du 17 juillet 1819, les communes de la Chevillotte, de Gennes, de Mamirolle, de Le Gratteris, de Montfaucon, de Morre et de Saône faisant alors partie du canton de Roulans, arrondissement de Baume, département du Doubs seront distraites de ce canton et réunies au canton sud de la ville de Besançon, arrondissement de Besançon.
1822 : la route de Besançon à Pontarlier, passant par la Bâtière et Saône est jalonnée d'auberges ; en effet, cet itinéraire est pratiqué chaque jour par la dépêche : un relais de poste est installé au lieu-dit À Vessoncle. Le développement de la circulation nécessite la construction d'une nouvelle route en 1865, la RD 2 Besançon-Morteau (aujourd'hui RN 57) financée par la perception d'un péage au profit du Département: ce poste routier contrôlait un trafic de l'ordre de 102 colliers par jour.
1823 : l'architecte Vieille dresse les plans de sa reconstruction.
1841 : l'architecte Paincheaux procède à la pose d'une couverture en zinc sur le clocher, où une seconde cloche est installée en 1852.
1884 : c'est le 16 août 1884 que le train inaugural de la ligne PLM Besançon-Le Locle (en Suisse) fait son entrée en gare de Mamirolle.
Mamirolle a eu à subir plusieurs sinistres dus au feu : tout d'abord en 1706, où une grande partie du village fut détruite puis à nouveau en 1825 où l'incendie ravagea 17 maisons ; en 1893, un incendie criminel détruisit toute la partie est du village.
Dès 1873, l'hospice rural créé par le sénateur Monnot-Arbilleur et géré par une communauté religieuse, reçoit les commis de fermes, abandonnés du fait de leur grand âge.
En 1882 est construit le bureau de poste avec le local de pesée.
En 1888, Mamirolle est retenu pour recevoir une École nationale d'industrie laitière, grâce à l'appui de Jules Viette, député du Doubs et alors ministre de l'Agriculture: elle s'installe dans un ancien relais de poste inoccupé depuis la mise en service du chemin de fer. Pierre Dornic, désigné comme chef des laboratoires de l’École laitière, y met au point le degré Dornic, l'acidimètre du lait.
Les 5, 6 et 7 juin 1976 a lieu le festival folk de Mamirolle organisé par les Éclaireuses et Éclaireurs de France de Montbéliard au cours duquel se produisent nombre de groupes issus de la scène folk française émergente de l'époque – Gwendal, La Kinkerne, Mélusine, La Bamboche, Claque Galoche... Le double album Folk Festival de Mamirolle paru en 1977 en proposera quelques moments.
1984–85 : la toiture de l'église est rénovée.
Le 3 mai 2013, le président de la République française François Hollande se rend à Mamirolle en présence de trois ministres pour visiter l’École Nationale d'Industrie Laitière et y prononcer un discours à l’occasion de la signature de la charte pour l’insertion par l’emploi dans les territoires ruraux.
Le 1er janvier 2025, elle fusionne avec la commune du Gratteris sous le statut de la commune nouvelle, tout en conservant son nom propre.

## Politique et administration

### Administration municipale
Lors des élections municipales de 2014, 19 conseillers municipaux ont été élus dès le premier tour ; le taux de participation était de 71,62 %. Ont obtenu :
| Suffrages exprimés                   | Suffrages exprimés | Suffrages exprimés | 789       |             | 19 sièges à pourvoir | 19 sièges à pourvoir |
|                                      |                    |                    |           |             |                      |                      |
| Liste                                | Tête de liste      | Tendance politique | Suffrages | Pourcentage | Sièges acquis        | Var.                 |
| Continuité et unité pour Mamirolle   | Daniel Huot        | Divers gauche      | 454       | 57,54 %     | 15 / 19              | -                    |
| Pour Mamirolle aujourd'hui et demain | Dominique Maillot  | Sans étiquette     | 335       | 42,46 %     | 4 / 19               | -                    |

Ces deux listes ont obtenu respectivement 2 sièges et 0 siège au conseil communautaire de Grand Besançon Métropole. Lors de la séance du conseil municipal du 29 mars 2014, Daniel Huot a été élu maire de Mamirolle par 15 voix contre 4 bulletins blancs.

### Liste des maires
Seuls quatre maires se sont succédé à la mairie de Mamirolle depuis 1945 :
| Période | Période                   | Identité                                   | Étiquette | Qualité |
| ------- | ------------------------- | ------------------------------------------ | --------- | --- |
| 1945    | 1965                      | Paul Tholomier (1899-1985)                 |           | Cultivateur |
| 1965    | 2001                      | Gilbert Brenet (1922-2016)                 | DVD       | Professeur de fromagerie et directeur honoraire de l’ENIL, suppléant du député RPR Raymond Tourrain (1978-1981) |
| 2001    | 2008                      | Jacques-Henry Bauer                        | UMP       | Médecin |
| 2008    | En cours (au 31 mai 2020) | Daniel Huot Réélu pour le mandat 2020-2026 | DVG       | Retraité Directeur Régional à France Télécom                                                                    |

### Intercommunalité
Mamirolle est membre de Grand Besançon Métropole depuis 2001.

### Justice et sécurité
La commune dépend du tribunal judiciaire, du conseil de prud'hommes, du tribunal pour enfants, du tribunal de commerce et du tribunal administratif de Besançon. Elle est rattachée à la cour d'appel de Besançon et à la cour administrative d'appel de Nancy.
Mamirolle se trouve dans la circonscription de gendarmerie de la brigade de proximité de Bouclans.

### Jumelages
Au 26 avril 2015, Mamirolle est jumelée avec :
- Kostelec nad Černými lesy (Tchéquie) depuis 2006[26]

## Population et société

### Démographie
L'évolution du nombre d'habitants est connue à travers les recensements de la population effectués dans la commune depuis 1793. Pour les communes de moins de 10 000 habitants, une enquête de recensement portant sur toute la population est réalisée tous les cinq ans, les populations de référence des années intermédiaires étant quant à elles estimées par interpolation ou extrapolation. Pour la commune, le premier recensement exhaustif entrant dans le cadre du nouveau dispositif a été réalisé en 2007.

En 2022, la commune comptait 1 974 habitants, en évolution de +11,34 % par rapport à 2016 (Doubs : +1,88 %, France hors Mayotte : +2,11 %).
| 1793 | 1800 | 1806 | 1821 | 1831 | 1836 | 1841 | 1846 | 1851 |
| ---- | ---- | ---- | ---- | ---- | ---- | ---- | ---- | ---- |
| 452  | 490  | 491  | 452  | 492  | 518  | 513  | 571  | 597  |

| 1856 | 1861 | 1866 | 1872 | 1876 | 1881 | 1886 | 1891 | 1896 |
| ---- | ---- | ---- | ---- | ---- | ---- | ---- | ---- | ---- |
| 538  | 516  | 535  | 448  | 525  | 535  | 512  | 520  | 507  |

| 1901 | 1906 | 1911 | 1921 | 1926 | 1931 | 1936 | 1946 | 1954 |
| ---- | ---- | ---- | ---- | ---- | ---- | ---- | ---- | ---- |
| 472  | 466  | 464  | 414  | 459  | 451  | 454  | 552  | 551  |

| 1962 | 1968 | 1975 | 1982 | 1990  | 1999  | 2006  | 2007  | 2012  |
| ---- | ---- | ---- | ---- | ----- | ----- | ----- | ----- | ----- |
| 568  | 607  | 746  | 999  | 1 254 | 1 451 | 1 637 | 1 640 | 1 745 |

| 2017  | 2022  | - | - | - | - | - | - | - |
| ----- | ----- | - | - | - | - | - | - | - |
| 1 775 | 1 974 | - | - | - | - | - | - | - |

### Enseignement
La commune de Mamirolle est rattachée à l'académie de Besançon. Cette académie fait partie de la zone A pour son calendrier de vacances scolaires.
Mamirolle dispose d'une école maternelle (89 élèves inscrits pour l'année scolaire 2013-2014) et d'une école élémentaire (136 élèves en 2013-2014).
Le collège le plus proche est le collège Entre-Deux-Velles situé dans la commune limitrophe de Saône et les lycées les plus proches se trouvent à Besançon.

### Santé et services d'urgence
Mamirolle dépend, pour les secours, du centre de secours de Saône - Mamirolle, situé sur la commune voisine de Saône à environ 5 kilomètres du centre du village. Les hôpitaux les plus proches sont l'hôpital local Saint-Louis à Ornans et le centre hospitalier régional universitaire de Besançon, tous deux distants d'une vingtaine de kilomètres.

### Vie culturelle et sportive
Parmi les associations sportives :
- club de handball Entente Saône Mamirolle (ESM) évouant dans le gymnase de Mamirolle
- club de football Association Sportive Saône Mamirolle (ASSM)
- Association Sportive et Culturelle La Mancine
- Association des Vétérans du Foot de Mamirolle
- Karaté Club Mamirolle Saône (KCMS)
- Tennis Club Mamirolle (TC Mamirolle)
- Thaï Boxing Club

### Culte
Pour le culte catholique, le territoire de la commune dépend de la paroisse de Saône au sein du doyenné des Premiers Plateaux, lui-même partie de l'archidiocèse de Besançon, au même titre que douze autres doyennés. En 2015, cette paroisse dispose d'un lieu de culte à Mamirolle, l'église où des offices sont célébrés en alternance avec les autres églises paroissiales.

## Économie
Depuis juin 2008, la Société de Distribution Gaz et Eaux (SDGE) a installé son nouveau siège dans le Parc d’activités économiques du Noret, le long de la N57 à Mamirolle. Les locaux sont exemplaires du point de vue du développement durable. La toiture est végétalisée, l'eau chaude solaire, la chaudière fonctionne au bois, le parking est perméable : les architectes Ferrini et Arnoult ont répondu aux attentes environnementales de la filiale de la Lyonnaise des eaux, qui réalise une part importante de ses 16 millions d'euros de chiffre d'affaires dans la construction et l'exploitation d'unités de traitement d'eau potable par ultrafiltration.

## Culture locale et patrimoine

### Lieux et monuments

#### ENIL
Historique de la création de l'École nationale d'industrie laitière de Mamirolle :
Dans les suites des recherches de Louis Pasteur, l'amélioration de la qualité de la production des fromages est apparue comme une nécessité aux yeux des nombreuses sociétés d'agriculture et en particulier la question décisive de la recherche et de la formation des fromagers.
Une première tentative avait été couronnée de succès avec la création, en juin 1878, au sein de la fruitière de Champvaux, d'une école de fromagerie, grâce au financement du conseil général du Jura et à la persévérance du docteur Bousson qui en deviendra le directeur : elle ne survivra pas à son décès en 1880.
Alors que l'esprit scientifique se développe dans tout le pays et que l'État tend à développer l'enseignement agricole, le conseil général du Doubs se fixe l'objectif, en 1881, « d'une station laitière qui serait un laboratoire de chimie juxtaposé à une fromagerie. »
En 1881, Wladimir Gagneur établit les bases de ce que pourrait être une école de fromagerie, à la fois institution pratique et centre de recherche : elle comprendrait une école théorique et pratique, un bureau de consultations et de renseignements et un laboratoire de recherches et de contrôles.
C'est dans ce contexte que Jules Viette, ministre de l'Agriculture, député de Montbéliard et exploitant agricole à Blamont, consulte le 28 mars 1888, les conseils généraux des trois départements comtois « sur l'effet de créer une station laitière à Besançon, à proximité de la faculté des sciences et des centres importants de production qui mettrait à disposition une fruitière que nous transformerions en école pratique; le budget annuel de l'établissement étant de 20 000 F, l'État fournirait 10 000 F et chaque département 3 350 F »: cette réalisation d'envergure régionale n'eut pas lieu et seul le conseil général du Doubs s'engagea dans ce projet.
Parmi les nombreuses possibilités d'implantation (Ornans, Saint-Vit, Amancey...), le ministre choisit le 19 juin 1888, Mamirolle : il y avait en vente dans cette commune, de vastes bâtiments d'un ancien relais de poste, devenu sans emploi depuis l'ouverture de la voie ferrée de Besançon à la Suisse.
Par délibération du 15 mai 1888, le conseil municipal de Mamirolle exprima sa reconnaissance et s'empressa de voter une aide de 8 000 F ; de rapides travaux menés par un architecte parisien transformèrent l'ancien relais de poste : les écuries devinrent fromagerie et les greniers aménagés en laboratoires et salles de cours alors que l'hôtel du relais abrita des logements de fonction ; des bâtiments annexes furent construits à usage de laverie, écurie et logement du personnel.
La direction de l'établissement fut confiée, de 1888 à 1902, à Charles Martin, ingénieur agronome, issu d'une famille d'agriculteurs de Busy (Doubs) qui était à l'origine en 1836, du premier comice agricole ; Hyacinthe Friant (professeur de chimie et de technique) et Pierre Dornic jouèrent un rôle déterminant dans les premières années de l'École. Ce dernier, inventeur de l'acidimètre du lait qu'il mit au point dans les laboratoires de l'ENIL, est connu dans le monde agronomique pour son fameux procédé, le degré Dornic. Il quitta l'École en 1897 pour ouvrir celle de Surgères, en Charente-Maritime.
La collaboration entre Charles Martin, Hyacinthe Friant (professeur de chimie et de technique) et Pierre Dornic se manifesta notamment à l'occasion de l'Exposition universelle de Paris, en 1900 avec la création d'un chalet à gruyère qui attira des milliers de visiteurs : l'ENIL de Mamirolle était reconnue.

#### Maison de retraite Alexis-Marquiset
Depuis 1988, l'hospice est devenu une maison de retraite publique départementale: elle accueille aujourd'hui 110 résidents et dispose d'un service de soins à domicile de 35 places, d'un accueil de jour et d'un service d'hébergement temporaire.
L'hospice fut créé, en 1873, par le sénateur du Doubs, Antoine-Alexis Monnot-Arbilleur (qui résidait dans la commune voisine de la Chevilotte), pour héberger les commis de culture, incapables de travailler à cause de leur vieillesse ou de leur infirmité ; une ferme fut louée à cet effet et une congrégation de Nierderbronn, installée à Ornans, les sœurs du Divin Rédempteur, accepta de détacher deux religieuses pour assurer le service dans cet « asile agricole » : le premier pensionnaire, un vieillard de 73 ans, fut admis le 2 novembre 1873.
Cette œuvre caritative répondait véritablement à un besoin et en 1875, il fallut faire appel à une troisième religieuse puis trouver un autre local ; M. Monnot-Arbilleur acheta une vaste maison et son grand parc sur ses propres deniers et quelques soutiens financiers.
Hélas, la mort le frappa le 21 août 1876 et il fut enterré dans le cimetière de Mamirolle ; sa veuve, Armandine Monnot, née Marquiset, reprit le flambeau et fit procéder à d'importants travaux de restauration. Avec l'arrivée d'une quatrième sœur, une chapelle fut érigée et le 6 septembre 1883, l'archevêque de Besançon vint la bénir officiellement : elle reçut, en 1892, un petit clocher  doté d'une cloche, grâce à la générosité d'une habitante du village.
Quand Mme Monnot disparut en 1893, « l'asile agricole » comptait 22 pensionnaires et l'État et le département versaient quelques subventions chaque année.
La famille Marquiset de la Chevilotte, qui n'avait cessé de veiller sur l'œuvre d'Alexis Monnot, dut prendre une décision face aux besoins croissants du budget de fonctionnement : c'est le général Alexis Marquiset qui prit la sage décision de confier au Département la gestion de l'asile qui devint, le 22 juin 1934, un hospice départemental.
En 1986, sous la direction de M. Legoff, il fut décidé de donner le nom de « maison de retraite Alexis-Marquiset » à l'établissement, en souvenir de celui qui avait donné au département cette fondation. Il est vrai qu'on aurait pu également retenir le nom d'Alexis Monnot-Arbilleur qui l'avait créée en 1876.

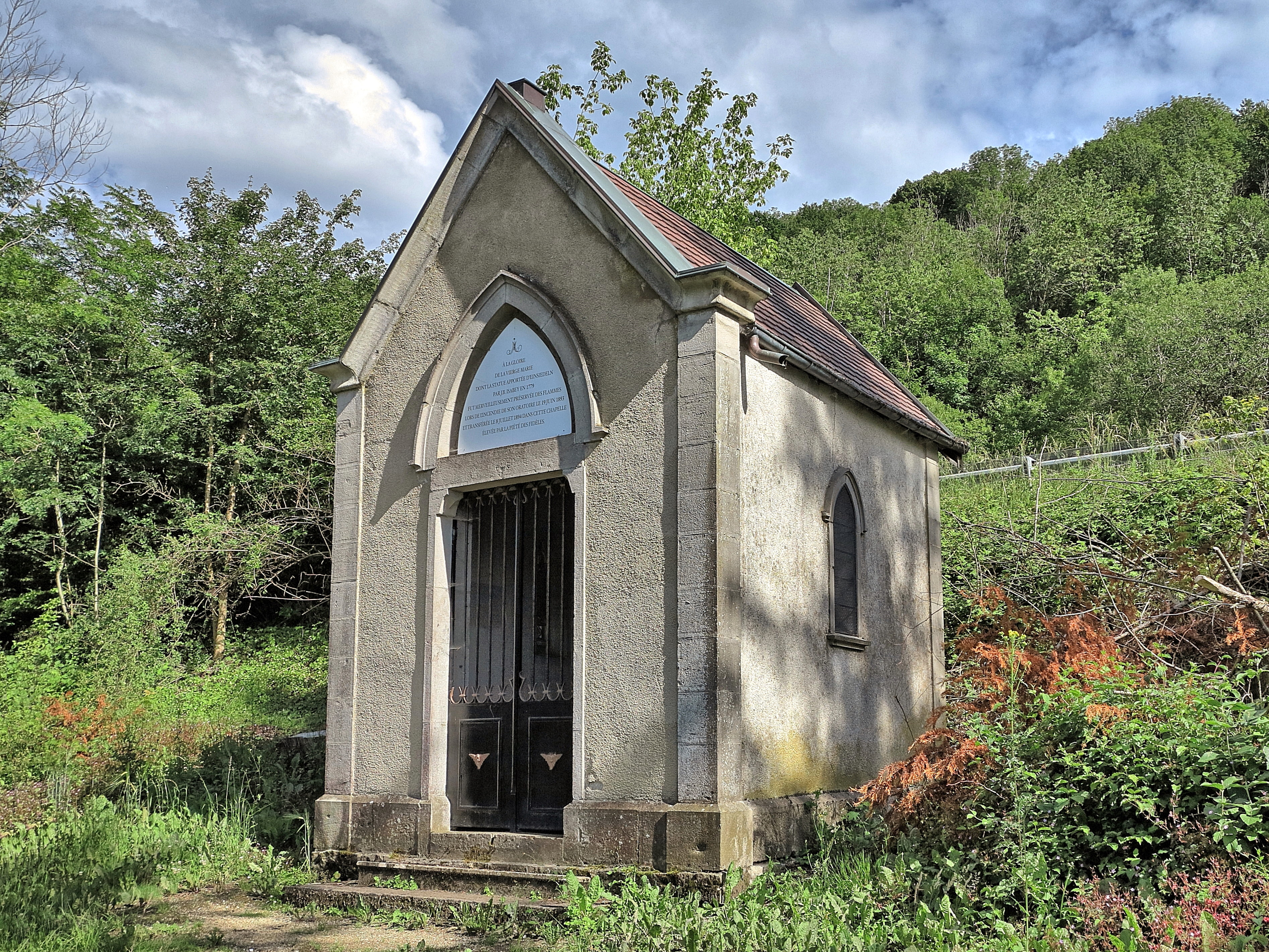
La chapelle de la Vierge Noire.

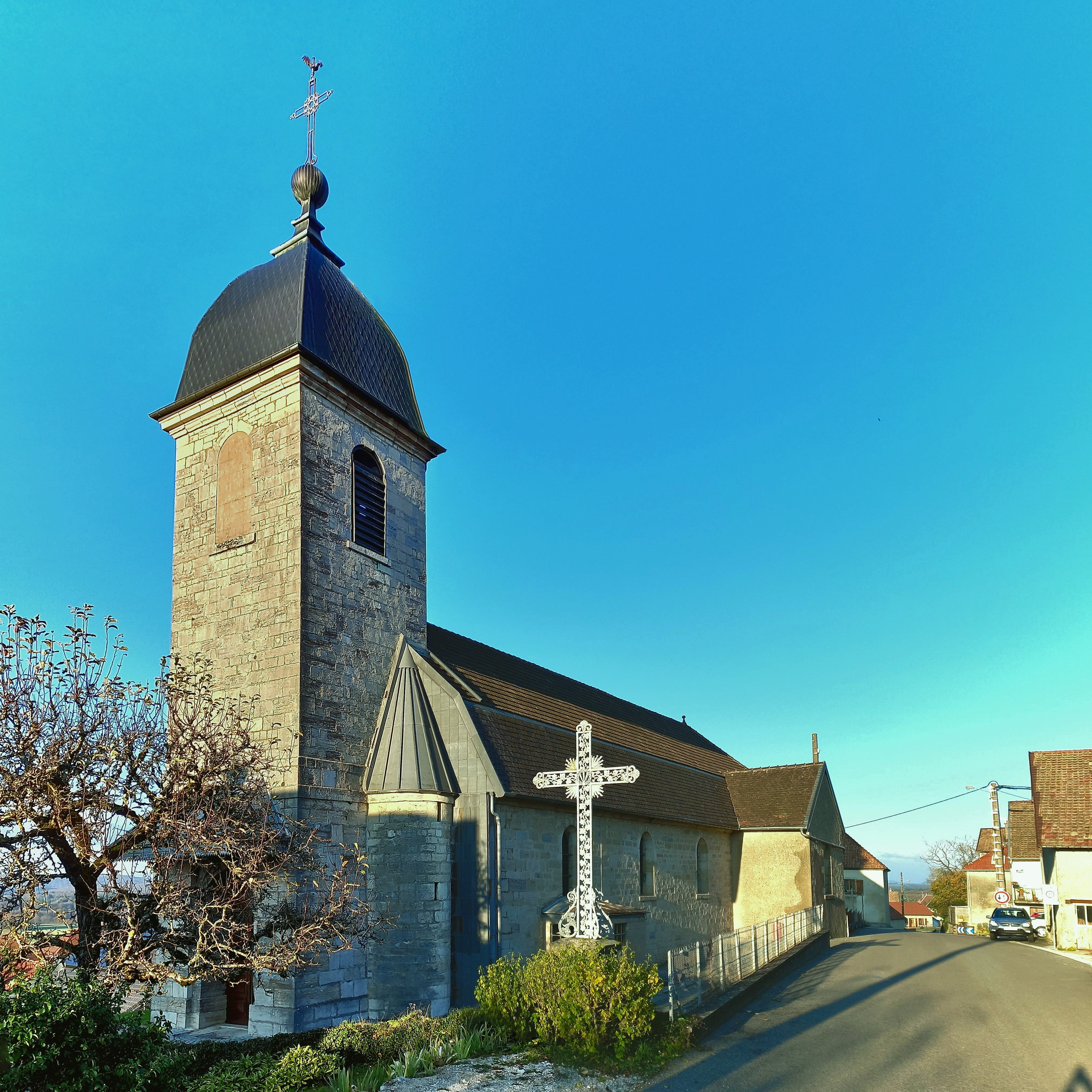
L'église Saint-Pierre.

#### Oratoire de la Vierge Noire
« À la gloire de la Vierge Marie dont la statue apportée d’Einsiedeln par J.B. Isabey en 1779 fut merveilleusement préservée des flammes dans l’incendie de son oratoire le 19 juin 1893 et transférée le 8 juillet 1894 dans cette chapelle élevée par la piété des fidèles ».
Un Mamirollais, Jean-Baptiste Isabey, en 1779, était allé à pied en pèlerinage à Einsiedeln pour prier Notre-Dame-des-Ermites comme le font à cette époque beaucoup de Francs-Comtois. Il en rapporta dans une hotte cette imposante statue de la Madone. Il l’installa dans un petit oratoire en limite de sa propriété le long de la route de Besançon qui passe par Saône. Les voyageurs sont donc invités à faire une prière en passant.
Le lundi 19 juin 1893, un habitant de Saône qui va au travail à Fallerans, constate un début d’incendie à l’entrée d’une grange et il donne l’alerte. Comme du pétrole a été répandu par une main criminelle, le feu prend aussitôt de l’extension. La bise souffle, la sécheresse est là depuis deux mois, les pompiers de Mamirolle, Saône, Naisey, Nancray et de l’Hôpital du Grosbois ont beaucoup de difficultés pour maîtriser le feu, le village n’a pas d’eau en réserve. Cinq maisons sont la proie des flammes et quatre autres perdent leur toiture. Au milieu de ce gigantesque incendie se dresse l’oratoire de la Madone qui s’embrase également... mais la statue en bois est épargnée. Une carte postale du début du vingtième siècle a immortalisé l’événement.

#### Église Saint-Pierre
L'église date du XVIIIe siècle et fut rénovée en 1984-85 avec le clocher recouvert de tôles en cuivre. Elle abrite une lanterne de procession, une chaire à prêcher et une statue d'un apôtre en bois polychrome inscrits dans la base Palissy.

### Patrimoine gastronomique
La commune de Mamirolle est située dans l'aire de l'appellation d'origine protégée (AOP) ou appellation d'origine contrôlée (AOC) de 2 produits : les fromages de comté et Morbier.
Le territoire de Mamirolle est également intégré aux aires de productions de 14 produits bénéficiant d'une indication géographique protégée (IGP) : dont trois produits à base de viande (porc de Franche-Comté, saucisse de Montbéliard et saucisse et jésus de Morteau), le fromage emmental français est-central et neuf variétés de vins de Franche-Comté.

Quelques éléments du patrimoine gastronomique de Mamirolle.
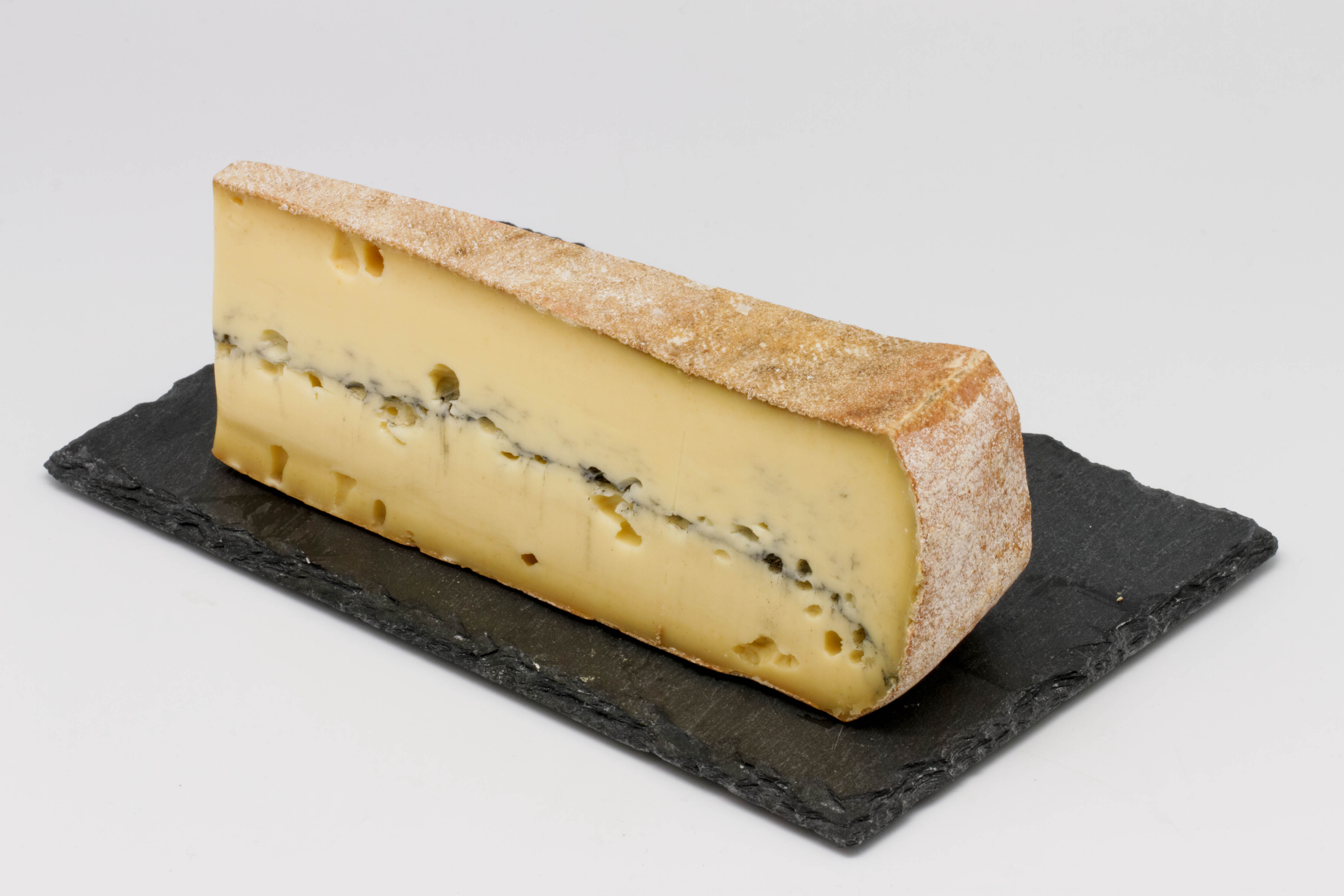
Fromage de Morbier.
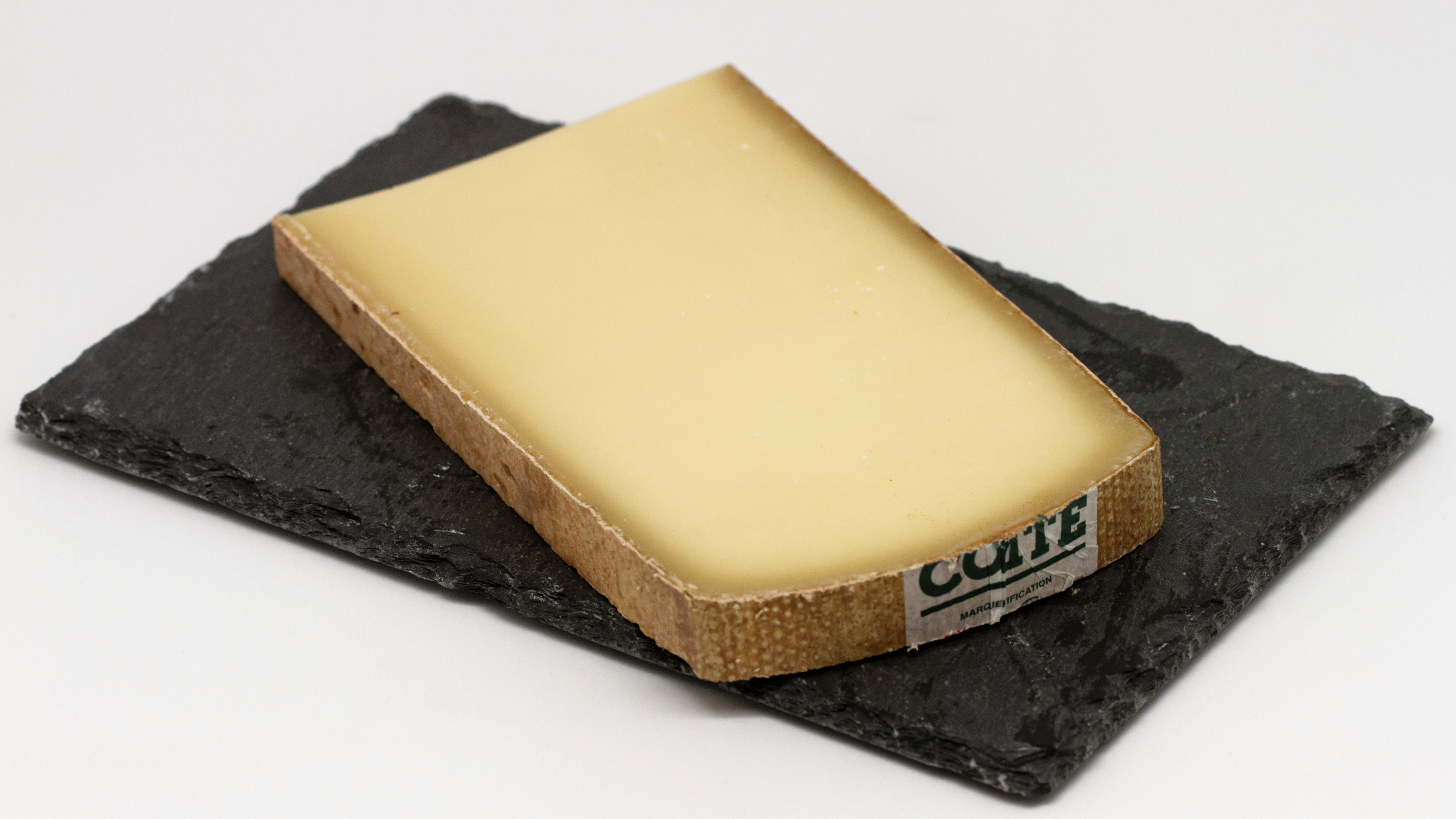
Fromage de comté.
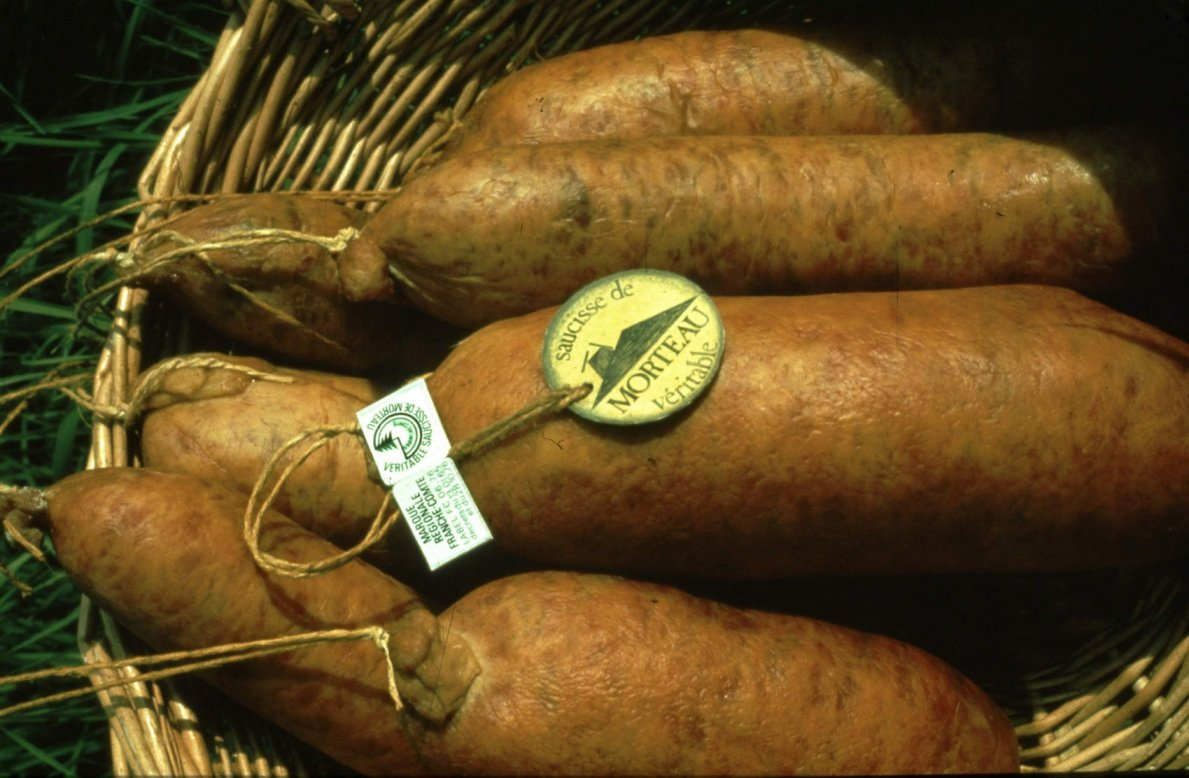
Saucisse de Morteau.

### Personnalités liées à Mamirolle
- François-Xavier Donzelot (1764-1843) : Engagé volontaire en 1785, il fait partie des Armées du Rhin (1789-1797) puis de la campagne d'Égypte ; il est général de division en 1807, gouverneur de Corfou en 1808 puis de la Martinique en 1817. Son nom figure sur l'Arc de Triomphe.
- Guillaume Pauthier (1811-1873) : orientaliste réputé, il a publié de nombreuses études sur l'Orient (Chine, Inde…)
- Charles-Bénédict Buchaillet (« Carlos » ou « Bénédict Arinthod ») (1875-1953) : poète et professeur des langues sémitiques à Londres et au Caire ; il a écrit beaucoup de poésie en les langues franc-comtoise et francoprovençale. (« Arinthod » est une commune dans le Sud du Jura où il a étudié le patois.)
- Pierre Dornic (1864–1933) : ancien directeur de l'école nationale d'industrie laitière de Mamirolle et qui donna son nom au degré Dornic.
- Vincent Philippe (1978-), est un pilote de course de motos.
- Guillaume Coppola (1979-), pianiste français.
- Lilian Renaud (1991-) : vainqueur de l'émission de télécrochet The Voice 4

### Héraldique
Blason de la commune
| Blason de Mamirolle | Blason  | Taillé : au 1er de sinople au chaudron d’or appendu à un crochet et accompagné en chef d’un fromage et en pointe de deux plaquettes de beurre, le tout d’or, au 2e d’azur à la vierge à l’enfant couronnée d’argent du lieu. 23,24. |
| Blason de Mamirolle | Détails | Le statut officiel du blason reste à déterminer. |